# Niederrieden
Niederrieden è un comune tedesco di 1 338 abitanti, situato nel land della Baviera.